# 馬拉博運動場
馬拉博運動場（西班牙語：Estadio de Malabo）是一座位於赤道几内亚首都馬拉博的多用途運動場，目前主要用作足球賽事。
運動場於2007年啟用，能容納15,250名觀眾，現時為赤道畿內亞國家足球隊的主場，並曾為2012年非洲國家盃及2015年非洲國家盃的場地之一。

## 外部連結
- Pictures at cafe.daum.net/stade （页面存档备份，存于）
- Pictures of new stadium （页面存档备份，存于）
- Pictures at fussbastempel
- Stadium pictures （页面存档备份，存于） at Stadiumguide.com